# BMP-55
 (mai 2025).
Le BMP-55 est un véhicule blindé de combat d'infanterie expérimental développé en Ukraine, créé sur le châssis du char soviétique T-55.

## Historique
Au début des années 2000, la firme KMDB Morozov s’est donnée pour mission de créer un véhicule de combat d’infanterie capable de combattre efficacement avec une grande autonomie à longue distance, de rester mobile et d’être équipé des derniers équipements militaires. La première sous-tâche, en termes d’importance, a été le développement d’un châssis avec une résistance accrue aux dommages, suivie de l’installation d’un blindage passif plus protecteur et du développement d’autres solutions de conception pour l’aménagement en véhicule de combat d’infanterie.
Les travaux ont commencé par l’adaptation du châssis des chars T-55 et T-64, ce qui a conduit à l’apparition des véhicules BMP-55 et BMPV-64, ainsi qu’à la variante à roues BMP-64-K.
En 2005, une documentation technique a été rédigée pour la conversion des chars T-54, T-55, T-62 et T-72 en véhicules de combat d’infanterie, et l’engin a été breveté le 15 mars 2006.
En 2008, les travaux ont débuté sur un nouveau châssis à chenilles composé de quatre galets entraînés par un seul essieu situé au centre du châssis. Les travaux ont été achevés en 2009 et le prototype du BMP-55 a été soumis à des essais.

## Description
Le BMP-55 est conçu et fabriqué sur la base du char T-55. Il dispose d’un blindage anti-obus et du placement du compartiment moteur et de la transmission à l’avant, ce qui augmente considérablement la protection de l’équipage.

## Protection
Un blindage d’une épaisseur de 270 mm est installé à l’avant, ce qui correspond au 7e niveau de protection STANAG 4569 selon la classification OTAN. Il peut résister à l’impact d’un projectile perforant d’un calibre allant jusqu’à 90 mm.
Un blindage de 81 mm d’épaisseur est installé sur les côtés, renforcé par des écrans anti-charges creuses de 20 mm d’épaisseur (équivalent au 5ème niveau de protection selon les normes OTAN). Il protège contre l’impact d’une grenade PG-7VM tirée par un lance-grenades RPG-7.
Le blindage arrière, de 40 mm d’épaisseur, protège contre les balles perforantes de calibre 14,5 mm (4e niveau de protection). Le blindage du bas de caisse est de type combiné, assemblé à partir de différentes plaques. Il protège l’équipage de l’explosion d’une mine TM-57 et correspond au 5e niveau de protection selon la classification OTAN.

## Armement
Le BMP-55 est équipé d’une mitrailleuse NSVT de 12,7 mm, montée dans une tourelle télécommandée. Il est également prévu l’utilisation d’un lance-roquettes ATGM pour tirer sur des véhicules blindés ou des avions ennemis. La mitrailleuse de 12,7 mm et l’ATGM sur le toit sont séparés physiquement, leur contrôle est effectué par des canaux différents.

## Caractéristiques
Le véhicule atteint des vitesses allant jusqu’à 70 km/h et il dispose d’une réserve de carburant lui donnant une autonomie de 600 km.
Une rampe d’accès est située à l’arrière, ce qui permet d’effectuer l’accès sous la protection de la coque blindée du véhicule et de déplacer facilement le fret et les blessés au milieu du compartiment de combat. Le moteur et la transmission sont montés en une seule unité, avec la possibilité d’un remplacement rapide. En option, il est possible d’équiper les protections frontale et latérale d’un blindage réactif, et le toit d’un écran thermique spécial à la norme « Snatch-Chile ».